# 総力戦研究所
総力戦研究所（そうりょくせんけんきゅうじょ、旧字体：總力戰硏究所󠄁、英語: Total War Research Institute）は、大日本帝国において1940年（昭和15年）9月30日付施行の勅令第648号（総力戦研究所官制）により開設された、内閣総理大臣直轄の研究所、教育機関である。
この機関は国家総力戦に関する基本的な調査研究と“研究生”として各官庁・陸海軍・民間などから選抜された若手エリートたちに対し、総力戦体制に向けた教育と訓練を目的としたものであった。1945年（昭和20年）4月1日付施行の勅令第115号により廃止。

## 概要
陸軍省経理局に置かれていた「戦争経済研究班」、通称「秋丸機関」の機能を引き継いだ機関で、本来の目的は「国防」という問題について一般文官と軍人（武官）が一緒に率直な議論を行うことによって国防の方針と経済活動の指針を考察し、統帥の調和と国力の増強をはかることにあったとされている。総力戦研究所構想は企画院第一部長の沼田多稼蔵の発案だったとされ、内閣情報局分室跡で開所されることとなった。
1940年（昭和15年）8月、設立が閣議決定され、10月1日、企画院内で総力戦研究所の開所式が執り行われた。初代所長に星野直樹、所員には渡辺渡（陸軍大佐）、松田千秋（海軍大佐）、奥村勝毅（外務省東亜局第二課長）、大島弘夫（内務省外事課長）、前田克巳（大蔵省主計局調査課長）、寺田清二（農林省蚕糸局長）、岡松成太郎（商工省官房統計課長）らが最初に充てられた。同年12月3日、研究所主事に岡新（海軍少将）、技本総務部長兼任所員として藤室良輔（陸軍少将、1941年10月に同所主事）が加わった。
1941年4月1日に入所した第一期研究生は、官僚27名（文官22名・武官5名）と民間人8名の総勢35名。その後4月7日になって、皇族・閑院宮春仁王（陸軍中佐。当時、陸軍大学校学生）が特別研究生として追加入所した。一期生は1942年（昭和17年）3月まで研究・研修を行い卒業となった。
1942年4月に第二期生39名を、1943年（昭和18年）には第三期生40名を受け入れている。その三期生は、同年12月15日で繰り上げ卒業。これ以降、総力戦研究所は開店休業状態となった。これらの事実は新聞でも発表され、存在自体は秘密でもなんでもなかった。
実体としては、研究機関というより教育機関であり、欧州に留学した陸軍軍人（辰巳栄一や西浦進等）がイギリスの帝国国防大学などで文官・武官を問わず人材育成をしていることに注目して設立した、現在でいうところの「大学院大学」であった。名称も「国防大学」にしようとしたが、「大学という字句は文部省の所管とならねば異存が出る」として、西浦進が書いた要綱案に使った仮称の「総力戦研究所」が使用された。

### 机上演習
第一期生の入所から3か月余りが経過した1941年7月12日。2代目所長飯村穣（陸軍中将）は研究生に対し、演練として日米戦争を想定した第1回総力戦机上演習（シミュレーション）計画を発表。同日、研究生たちによる演練用の青国（日本）模擬内閣も組織された。
模擬内閣閣僚となった研究生たちは7月から8月にかけて研究所側から出される想定情況と課題に応じて軍事・外交・経済の各局面での具体的な事項（兵器増産の見通しや食糧・燃料の自給度や運送経路、同盟国との連携など）について各種データを基に分析し、日米戦争の展開を研究予測した。その結果は、「開戦後、緒戦の勝利は見込まれるが、その後の推移は長期戦必至であり、その負担に青国（日本）の国力は耐えられない。戦争終末期にはソ連の参戦もあり、敗北は避けられない。ゆえに戦争は不可能」という「日本必敗」の結論を導き出した。これは、現実の日米戦争における戦局推移とほぼ合致するものであった（原子爆弾の登場は想定外だった）。
この演練の研究結果と講評は8月27・28日両日に首相官邸で開催された『第一回総力戦机上演習総合研究会』において時の首相近衛文麿や陸相東條英機以下、政府・統帥部関係者の前で報告された。
研究会閉会に当たって東條は、参列者の意見として以下のように述べたという。
対米英開戦（真珠湾攻撃、マレー作戦）3ヶ月前のことであった。
一方、慶應義塾大学教授の牧野邦昭によれば、総力戦研究所は最初から「官僚の訓練施設」「各省庁の割拠主義を克服するための機関」としか位置づけられておらず、演練による研究成果を政策に活かすということは考えられていなかったとし、当時参謀本部の欧米課課員だった杉田一次が、上記8月の演練について「われわれの関知するところではなかった」と述べ、設立を推進した西浦進もあくまで教育機関としての評価しかしておらず、総力戦研究所という名称ではあっても実体は「教育機関」だったからこそ自由な議論ができた一方、教育機関であるがゆえに研究成果を政策に反映させることが出来なかった、としている。
また牧野によると、総力戦研究所で米英との開戦を想定して作った資料には、長期戦になればアメリカの経済力が優位に立つものの、開戦当初における日本の武力的優位性やアメリカ国内の民族問題、思想問題の存在により「長期戦にならざる限り」対米戦に勝利の見込みがあるとされており、また、日米開戦直後の1941年（昭和16年）12月25日には、「大東亜戦争」を遂行後にはソ連との戦争が控えているとして、対ソ戦に向けた国力整備が必要であるとする演練の結果を提言しているなど、様々な内容の提言をしているため昭和16年8月の演練のみに注目するのは問題があり、その研究成果がかなり過大に評価されている面があるとしている。
一方で、総力戦研究所は「大学院大学」として、戦後に活躍する人材の育成に役立った。

### 模擬内閣 閣僚名簿
（1941年7月12日組閣）
- 内閣総理大臣 - 窪田角一（産業組合中央金庫参事・調査課長）
  - 内閣書記官長 - 岡部史郎（衆議院速記課長、のち国会図書館副館長）
  - 法制局長官（兼） - 三淵乾太郎（東京民事地方裁判所判事）
- 外務大臣 - 千葉晧（外務省東亜局、戦後は欧米局長、ブラジル大使､イラン大使など歴任）
  - 外務次官（兼） - 林馨（在上海日本大使館三等書記官）
- 内務大臣 - 吉岡恵一（内務省地方局）
  - 警視総監 - 福田冽（内務省計画局）
- 大蔵大臣 - 今泉兼寛（大蔵省主税局）
- 陸軍大臣 - 白井正辰（陸軍省・陸軍大尉、戦後は厚生省に入省）
  - 陸軍次官 - 岡村峻（陸軍省・陸軍主計少佐）
- 海軍大臣 - 志村正（海軍省・海軍少佐）
  - 海軍次官 - 武市義雄（海軍省・海軍機関少佐）
- 司法大臣 - 三淵乾太郎
- 文部大臣 - 丁子尚（文部省宗教局宗教課）
  - 文部次官 - 倉沢剛（東京女子高等師範学校教諭）
- 農林大臣 - 清井正（農林省官房文書課）
- 商工大臣 - 野見山勉[6]（商工省総務局）
- 逓信大臣 - 森巌夫（逓信省官房総務課）
- 鉄道大臣 - 芥川治（鉄道省運輸局）
- 拓務大臣 - 石井喬（拓務省拓南局）
- 厚生大臣 - 三川克巳（厚生省職業局）
- 企画院総裁 - 玉置敬三（商工省物価局第二部化学課長、のちに通産事務次官、東京芝浦電気会長）
  - 企画院次長または部長 - 中西久夫（東京府庁、内務官僚）、酒井俊彦（大蔵省理財局）、千葉幸雄（日本製鐵総務部福利課）、保科礼一（三菱鉱業労務部）、前田勝二（日本郵船企画課書記）、矢野外生（農林省官房文書課）
- 情報局総裁 - 秋葉武雄（同盟通信社編輯局東亜部）
  - 次長または部長 - 林馨、川口正次郎（内務省警保局）
- 対満事務局次長 - 宮沢次郎（満州国総務庁参事、のちトッパン・ムーア会長）
- 興亜院総務長官 - 成田乾一（済南特務機関、のち日放サービス社長）
- 朝鮮総督 - 日笠博雄（朝鮮総督府殖産局）
- 日本銀行総裁 - 佐々木直（日本銀行資金調整局書記、のち第22代日本銀行総裁[7]）
- 大政翼賛会副総裁 - 原種行（東京高等学校教授、のち岡山大学教授）

## 歴代所長
| 代 | 氏名                  | 階級     | 在任期間                       | 出身校・期   | 前職                                   | 後職                 |
| -- | --------------------- | -------- | ------------------------------ | ------------ | -------------------------------------- | -------------------- |
| 1  | 星野直樹 （事務取扱） |          | 1940年10月1日 - 1941年1月10日  | 東京帝国大学 | 企画院総裁                             | 内閣書記官長         |
| 2  | 飯村穣                | 陸軍中将 | 1941年1月11日 - 10月10日       | 陸士21期     | 参謀本部附                             | 第5軍司令官          |
| 3  | 岡新 （所長心得）     | 海軍少将 | 1941年10月10日 - 11月1日       | 海兵40期     | 海軍省軍務局御用掛 兼 総力戦研究所主事 | 支那方面艦隊司令部附 |
| 4  | 遠藤喜一              | 海軍中将 | 1941年11月1日 - 1943年3月9日   | 海兵39期     | 軍令部出仕                             | 第一遣支艦隊司令長官 |
| 5  | 村上啓作              | 陸軍中将 | 1943年3月9日 - 12月16日        | 陸士22期     | 参謀本部附                             | 陸軍公主嶺学校長     |
| 6  | 小川貫爾              | 海軍少将 | 1943年12月16日 - 1945年1月20日 | 海兵43期     | 海軍省軍務局御用掛 兼 総力戦研究所員   | 支那方面艦隊司令部附 |

## 註
1. ↑  在任1939年（昭和14年）8月1日 - 1941年（昭和16年）4月1日）
2. ↑  府立一中を経て陸幼予科首席卒、同本科首席卒、陸士首席卒、陸大首席卒（35期恩賜）。1942年8月14日、アメーバ赤痢から肝膿瘍を発し陸軍軍医学校にて病死。
3. ↑  牧野邦昭『経済学者たちの日米開戦 秋丸機関「幻の報告書」の謎を解く』（新潮選書）P144　ISBN978-4-10-603828-0
4. ↑  牧野『経済学者たちの日米開戦 秋丸機関「幻の報告書」の謎を解く』（新潮選書）P145　ISBN978-4-10-603828-0
5. ↑  牧野『経済学者たちの日米開戦 秋丸機関「幻の報告書」の謎を解く』（新潮選書）P145～146　ISBN978-4-10-603828-0
6. ↑  戦後の1948年（昭和23年）6月18日、商工省化学局肥料第一課長在任中に資材割当に関する収賄容疑で警視庁捜査二課に留置され、28日、隠匿退蔵物資事件捜査部により起訴された。1952年（昭和27年）10月27日、執行猶予の付いた有罪判決を言い渡された（昭和電工事件を参照）。のち、海外市場調査会（日本貿易振興機構）事務局員から1954年（昭和29年）8月14日の海外貿易振興会（同）発足に伴い常務理事、1958年（昭和33年）6月23日の中小企業信用保険公庫発足に伴い通産省代表理事、1962年（昭和37年）7月の海外技術協力事業団の発足に伴い常任理事などに就いた。
7. ↑  この模擬内閣で任じられた役職に現実に就任したのは佐々木が唯一である。

## 関連文献
- 森松俊夫 『総力戦研究所』 白帝社、1983年
- 牧野邦昭『経済学者たちの日米開戦 秋丸機関「幻の報告書」の謎を解く』　新潮選書、2018年
- 林千勝『日米開戦　―陸軍の勝算「秋丸機関」の最終報告―』 祥伝社新書、2015年
- 猪瀬直樹 『昭和16年夏の敗戦』 中公文庫、改版2020年
  - 初刊『昭和16年夏の敗戦　―総力戦研究所“模擬内閣”の日米戦必敗の予測―』 世界文化社、1983年
- 『国民の知らない昭和史』 ベストセラーズ・ワニ文庫、2004年。猪瀬直樹・堺屋太一・半藤一利ほか全13名